# Ophioscolex disacanthus
Ophioscolex disacanthus is een slangster uit de familie Ophiomyxidae.
De wetenschappelijke naam van de soort werd in 1915 gepubliceerd door Hubert Lyman Clark.